# Mon Dieu
Mon Dieu est une chanson d'Édith Piaf datant de 1960. Les paroles sont de Michel Vaucaire et la musique de Charles Dumont.
La chanson appartient à la dernière période de la carrière d'Edith Piaf, qui décédera trois ans plus tard. Durant ces années, la chanteuse, minée physiquement et psychiquement par la maladie et ses drames personnels, vivait une carrière en net déclin. Elle-même avait à peine écrit de nouvelles chansons.
Appelée par Bruno Coquatrix pour faire une rentrée spectaculaire à  l’Olympia, Piaf a cherché d’autres auteurs pour des nouvelles chansons qui la mettraient en valeur. Le duo Vaucaire-Dumont avait déjà écrit pour elle Non, je ne regrette rien, un de ses plus grands succès ; pour eux, Piaf avait interrompu sa collaboration historique avec Marguerite Monnot, une musicienne très proche d'elle depuis le début.
La chanson Mon Dieu a fait ses débuts quelques semaines après Je ne regrette rien ; bien que très différente dans sa composition et sa signification, elle fait encore référence à certains aspects de la vie d'Edith Piaf : le texte semble clairement faire référence à son histoire tragique avec Marcel Cerdan, décédé en 1949.

## Autres éditions de Édith Piaf
- Édith Piaf chante Charles Dumont un 45 tours, publié en mai 1961 chez Columbia ESRF 1305, contenant: dans la Face A1: Mon dieu, Face A2 :Les flons flons du bal et dans la Face B : La belle histoire d’amour. Orchestre: Robert Chauvigny [1]

## Reprises
- Mireille Mathieu, sur son album Mireille Mathieu chante Piaf, en 1993, 2003 et 2012.